# Bramy raju (film)
Bramy raju (ang. Gates to Paradise, serb-chorw. Vrata raja) – brytyjsko-jugosłowiański dramat filmowy z 1968 roku w reżyserii Andrzeja Wajdy. Adaptacja powieści pod tym samym tytułem autorstwa Jerzego Andrzejewskiego. Akcja filmu rozgrywa się w średniowiecznej Francji. 

## Fabuła
W 1212 roku Jakub (John Fordyce) doznaje wizji, na podstawie której dochodzi do wniosku, że tylko niewinne dzieci mogą brać udział w zdobyciu Jerozolimy. Spowiednikiem uczestników przygotowywanej dziecięcej krucjaty jest powracający z Jerozolimy mnich (Lionel Stander). Motywy młodych krzyżowców często nie mają charakteru religijnego: Alexander (Mathieu Carrière) i Bianka (Pauline Challoner) kierują się w decyzjach miłością do Jakuba, a nie powołaniem religijnym.

## Dystrybucja i recepcja
Produkcja filmowa zachowała homoseksualne wątki utworu Andrzejewskiego. Ówczesna cenzura w Polsce nie dopuściła do emisji filmu w kraju. W 1968 film startował w konkursie głównym o nagrodę Złotego Niedźwiedzia na 18. MFF w Berlinie.